# Cerchezu (localidad)
Cerchezu (antiguamente Cerchezchioi) es una localidad rumana de la comuna homónima, en el condado de Constanța.

## Toponimia
El nombre del lugar puede encontrarse escrito con las formas Cerchez-Chioi, Cerchezchioi y Cerchezu. El topónimo tendría origen en el asentamiento de emigrantes circasianos en el lugar tras la guerra ruso-turca finalizada en 1878.

## Historia
Hacia finales del siglo XIX la localidad, que por entonces pertenecía a la comuna de Cara-Omer, en el condado de Constanța, tenía contabilizada una población de 360 habitantes.
En la segunda mitad del siglo XX la localidad había pasado a pertenecer a la comuna homónima de Cerchezu. En el censo de 2021 la localidad tenía una población de 490 habitantes.